# Conselho Nacional de Transição
O Conselho Nacional de Transição (em árabe: المجلس الوطني الانتقالي, Al-Majlis Al-Waṭanī Al-Intiqālī) foi uma organização formado na Líbia por opositores ao regime do então ditador do país, Muammar Gaddafi, durante a revolta líbia de 2011. Sua formação foi anunciada na cidade de Bengasi em 27 de fevereiro de 2011, e seu propósito é agir como a "face política da revolução". Em alguns veículos de mídia, o conselho é chamado de Conselho Nacional Líbio. Em 5 de março de 2011 o conselho fez uma declaração em que se intitulavam os "únicos representantes de toda a Líbia". O conselho se refere ao Estado como República Líbia (الجمهورية الليبية, transl. al-Jumhūriyya al-Lībiyya), enquanto o nome dado ao país pelo governo de Muammar Gaddafi é Grande Jamahiriya Socialista Popular Líbia.
Em 15 de julho de 2011, o conselho foi reconhecido como o novo governo legítimo da Líbia e voltou a ocupar um assento na Assembleia Geral das Nações Unidas. Com o fim da guerra civil naquele país, o CNT assumiu de forma oficial o governo na Líbia, com respaldo internacional.

## Formação

### Revolta de 2011
Após movimentos populares derrubarem os governantes da Tunísia e do Egito, a Líbia, vizinha de ambos os países, viveu uma revolta que teve seu início em fevereiro de 2011. Em 20 de fevereiro os distúrbios haviam se espalhado para a capital, Trípoli. No fim do mês, a maior parte do país já havia escapado do domínio de Gaddafi, e estava dominada pelas forças de oposição. O leste da Líbia, centrado em Bengasi, segunda principal cidade do país e um dos principais portos, estava na altura já sob domínio firme da oposição, que começou a se organizar e formar um governo funcional.

### Primeiros esforços para formar um governo
Em 24 de fevereiro de 2011, políticos de oposição, ex-oficiais militares, líderes tribais, acadêmicos e homens de negócio se reuniram na cidade de Al Bayda, no leste do país. A reunião foi chefiada pelo ex-ministro da justiça Mustafa Abdul Jalil, que abandonou o governo alguns dias antes. Os delegados presentes à reunião discutiram propostas para uma administração interina, e muitos pediram por uma intervenção das Nações Unidas no país. O pódio da reunião mostrada a bandeira da Líbia anterior ao governo de Gaddafi.
Em 25 de fevereiro o canal de televisão Al Jazeera informou que diálogos estavam sendo realizados entre "personalidades do leste e oeste da Líbia", visando formar um governo interino para o período pós-Gaddafi. No dia seguinte informou que o ex-ministro da justiça Mustafa Mohamed Abud Al Jeleil estava liderando o processo de formação deste governo interino, que seria sediado em Bengasi. Segundo Abud Al Jeleil, "Gaddafi detém sozinho a responsabilidade pelos crimes ocorridos" na Líbia, porém também insistiu na unidade do país, e que Trípoli é sua capital. Os esforços para formar um governo alternativo receberam o apoio do embaixador líbio nos Estados Unidos, Ali Suleiman Aujali. O vice-embaixador da Líbia nas Nações Unidas, Ibrahim Omar Al Dabashi, afirmou que apoiava "em princípio" um novo governo alternativo.

### Formação de um conselho nacional
Um Conselho Nacional de Transição foi formado em 27 de fevereiro de 2011, para agir como "a face política da revolução". Seu porta-voz, Hafiz Ghoga, deixou claro na conferência de imprensa que anunciou a formação do conselho que este não era um governo provisório, e que a entidade não contactaria governos estrangeiros, e não queria a intervenção deles. Posteriormente Ghoga esclareceu que um bombardeio aéreo autorizado pelas Nações Unidas não seria considerado uma intervenção estrangeira.
Um jornalista inglês da Al Jazeera em Bengasi relatou que um governo interino totalmente operante não seria formado em Trípoli até que a cidade estivesse sob o controle da oposição. Isto contrasta com alegações feitas pelo ex-ministro da justiça, Mustafa Abdul Al Jeleil, no dia anterior, sobre a formação de um governo provisório. Estes comentários foram então definidos pelo conselho como "pontos de vista pessoais" do ex-ministro. Outro porta-voz do conselho afirmou que Jeleil não contava com o consenso de todos os grupos e cidades rebeldes antes de fazer seu anúncio, e que seu ato tinha provocado "sentimentos amargos". Ghoga também esclareceu que, se um governo provisório for de fato formado, ele não seria liderado por Al Jeleil, e que seu anúncio havia deixado alguns líderes da oposição "surpresos e atônitos". Al Jeleil é considerado por alguns líderes da oposição como próximo demais ao regime de Gaddafi.
Em 5 de março de 2011 o conselho divulgou uma declaração em que se intitula o "único representante de toda a Líbia".

## Estrutura

### Conselho Nacional de Transição
O Conselho Nacional de Transição é um órgão composto por 31 membros que alega ser o "único organismo legítimo a representar o povo da Líbia e o Estado líbio".
Segundo a Al Jazeera cada cidade ou vila sob controle da oposição receberá cinco assentos no novo conselho, e cada cidade que passar para o controle da oposição poderá integrá-lo. As identidades dos membros do conselho não foram reveladas na conferência inicial do conselho; o que se sabe é que o advogado especializado em direitos humanos, Hafiz Ghoga, será o porta-voz da entidade. Um jornalista da Al Jazeera em inglês em Bengasi afirmou que Mustafa Mohamed Abud Al Jeleil ainda teria um cargo de liderança no novo conselho. O conselho declarou que Jeleil seria o chefe do conselho, que teve sua primeira reunião pela primeira vez em 5 de março de 2011, data em que se anunciou que o conselho teria 31 membros. Os nomes de alguns dos membros foram mantidos em sigilo para evitar ameaças a suas famílias que ainda estavam nas áreas dominadas pelo governo líbio.

### Equipe executiva
Em 5 de março de 2011, uma equipe foi montada para atuar como braço executivo do conselho. A equipe era composta de:
- Mahmoud Jibril - chefe da equipe executiva;
- Omar Hariri - chefe das forças armadas;
- Ali al-Essawi - chefe de relações exteriores.

Na ocasião, foi informado que outros membros seriam anunciados posteriormente. Durante entrevista coletiva, Abud Al Jeleil disse que o Conselho não desejava tropas estrangeiras na Líbia, e que o movimento de oposição tinha forças suficientes para libertar o país. Mas, em seguida, admitiu: "Pediremos os ataques aéreos [de países estrangeiros] para ajudar-nos a fazer isso o mais rápido possível".
Em 8 de agosto, Abud Al Jeleil dissolveu a equipe e pediu a Mahmoud Jebril que reestruturasse o grupo. A decisão aconteceu uma semana depois do assassinato do chefe do Estado-Maior da rebelião, o general Abdul Fattaḥ Yunes, antigo membro do governo líbio. A morte de Yunes gerou especulações sobre a identidade dos assassinos, bem como sobre a existência de divisões entre os insurgentes ou de possíveis adversários infiltrados nas tropas rebeldes.

### Governo local
Na cidade de Bengasi, controlada pela oposição, um "comitê local" de 15 membros composto por advogados, juízes e locais respeitados, foi formado para cuidar da administração cívica e dos serviços públicos dentro da própria cidade. Os habitantes da cidade se organizaram para cuidar do tráfego e da coleta de lixo, e diversas lojas e negócios reabriram. Também foram criados um jornal e duas estações de rádio.
Comitês locais estavam sendo formados em outras cidades controladas pelos grupos de oposição.

## Forças armadas
O Exército do Povo Líbio é uma força armada líbia formada durante as revoltas de 2011 no país por membros das Forças Armadas Líbias que deserdaram para combater as tropas e milícias leais ao governo de Muammar Gaddafi.

## Relações exteriores

Líbia
Países que reconheceram o Conselho Nacional de Transição como o único e legítimo representante da Líbia
Países que ainda não declararam reconhecimento oficial mas votaram a favor do CNT na ONU
Países que se declararam contra o reconhecimento ao CNT
Países que votaram contra o CNT na ONU mas ainda não se declararam a respeito de seu reconhecimento

### Política externa
Em seu "estatuto de fundação", de 5 de março de 2011, o conselho declarou: "Além de tudo, pedimos à comunidade internacional que cumpra suas obrigações para proteger o povo líbio de mais genocídios e crimes contra a humanidade sem qualquer intervenção militar direta em solo líbio". Ali Al-Eisawi foi nomeado porta-voz de relações exteriores do conselho, em março de 2011.

### Reconhecimento
| Entidade                               | Data do reconhecimento | Status das relações diplomáticas recíprocas                                                     | Organismos internacionais relevantes aos quais pertence                                                  |
| -------------------------------------- | ---------------------- | ----------------------------------------------------------------------------------------------- | --- |
| França                                 | 10 de março de 2011    | Uma fonte do Palácio do Eliseu anunciou que a França planeja enviar um embaixador a Bengasi.    | membro permanente do Conselho de Segurança das Nações Unidas membro da União Europeia membro da OTAN     |
| Portugal                               | 10 de março de 2011    | O governo português ainda tem que fazer um pronunciamento oficial.                              | membro da União Europeia membro da OTAN membro não-permanente do Conselho de Segurança das Nações Unidas |
| Reino Unido                            | 10 de março de 2011    | O Reino Unido e a França instaram oficialmente a União Europeia a reconhecer o conselho.        | membro permanente do Conselho de Segurança das Nações Unidas membro da União Europeia membro da OTAN     |
| Liga Árabe                             | 12 de março de 2011    | Declarou que o conselho representa o povo líbio, e pretende estabelecer canais de comunicação.  | |
| Bélgica, · Luxemburgo, · Países Baixos | 13 de julho de 2011    | Declararam que o conselho representa legitimamente o povo líbio durante o período de transição. | membros da União Europeia membros da OTAN                                                                |

### Resposta internacional

#### Países
O conselho declarou que gostaria de ser reconhecido pela comunidade internacional. O líder do conselho declarou à emissora Al Jazeera que "existem contatos oficiais com [países] árabes e europeus".
Os seguintes países expressaram seu apoio ao conselho:
- França: Em 5 de março de 2011, o porta-voz do Ministério de Relações Externas da França, Bernard Valéro, manifestou o apoio do país ao conselho afirmando que a França "confirma seu apoio aos princípios que o motivaram, e as metas às quais ele se propôs." O ministro das relações exteriores, Alain Juppé, referiu-se aos atos de Gaddafi como uma "loucura criminosa";[51]
- Reino Unido: Em 5 de março de 2011, o Secretário de Defesa do Reino Unido, Liam Fox, declarou que "uma pequena equipe diplomática britânica" estava em Bengasi.[51] Em 10 de março, o país, juntamente com a França, divulgou uma declaração em que convocava a Europa a reconhecer o Conselho Nacional de Transição;
- Estados Unidos: A Secretária de Estado dos Estados Unidos, Hillary Clinton, indicou que tinha planos de se encontrar com líderes da oposição a Muammar Gaddafi durante uma viagem ao Egito e Tunísia.[52]

#### Organizações internacionais
As seguintes organizações internacionais demonstraram seu apoio ao conselho:
- Liga Árabe: Relatos indicam que a Liga Árabe estaria envolvida com a decisão de "um líder europeu próximo a Gaddafi" visando encorajá-lo a abandonar a Líbia em troca de não responder judicialmente por seus atos contra a população. A Liga Árabe votou o apoio a uma zona de exclusão aérea durante uma reunião especial no Cairo. O Conselho Nacional de Transição teria então concordado, e Amr Moussa, secretário-geral da Liga, iniciou conversações com o chefe do conselho, Mustafa Al Jeleil.[53] Após uma reunião especial de ministros de relações externas realizada em 12 de março de 2011, a Liga Árabe votou por fazer um pedido à ONU pelo estabelecimento de uma zona de exclusão aérea sobre o país.[54] A Liga também declarou que o regime de Gaddafi havia "perdido sua legitimidade", e que passaria a "cooperar com o conselho nacional";[55]
- Conselho de Cooperação do Golfo: O CCG declarou que Gaddafi e seu regime haviam perdido sua legitimidade, e que estabeleceriam relações com o Conselho Nacional de Transição;[56]
- União Europeia: Líderes da União Europeia, durante uma reunião, declararam seu apoio político ao conselho. O Presidente da Comissão Europeia, o português José Manuel Durão Barroso, declarou que "o problema tem um nome: Gaddafi. Ele deve sair".[57] Líderes da União Europeia também anunciaram que estavam cortando todos os laços com o líder líbio, e que passariam a manter contatos com o conselho.[58]

#### Personalidades
As seguintes personalidades manifestaram seu apoio ao conselho:
- Ibrahim Al-Dabashi, vice-embaixador líbio nas Nações Unidas, declarou seu apoio ao Conselho Nacional de Transição durante pronunciamento transmitido ao vivo por diversas emissoras de televisão. Antes da fundação do conselho Al-Dabashi, juntamente com toda a missão líbia na ONU, declararam que não estavam mais representando Gaddafi e que passavam a representar o povo líbio.
- Muhammad as-Senussi, pretendente atual ao trono líbio, declarou seu apoio ao Conselho Nacional de Transição enquanto este continuar a agir pelos melhores interesses do povo líbio.[59]